# Lluís Elias i Bracons

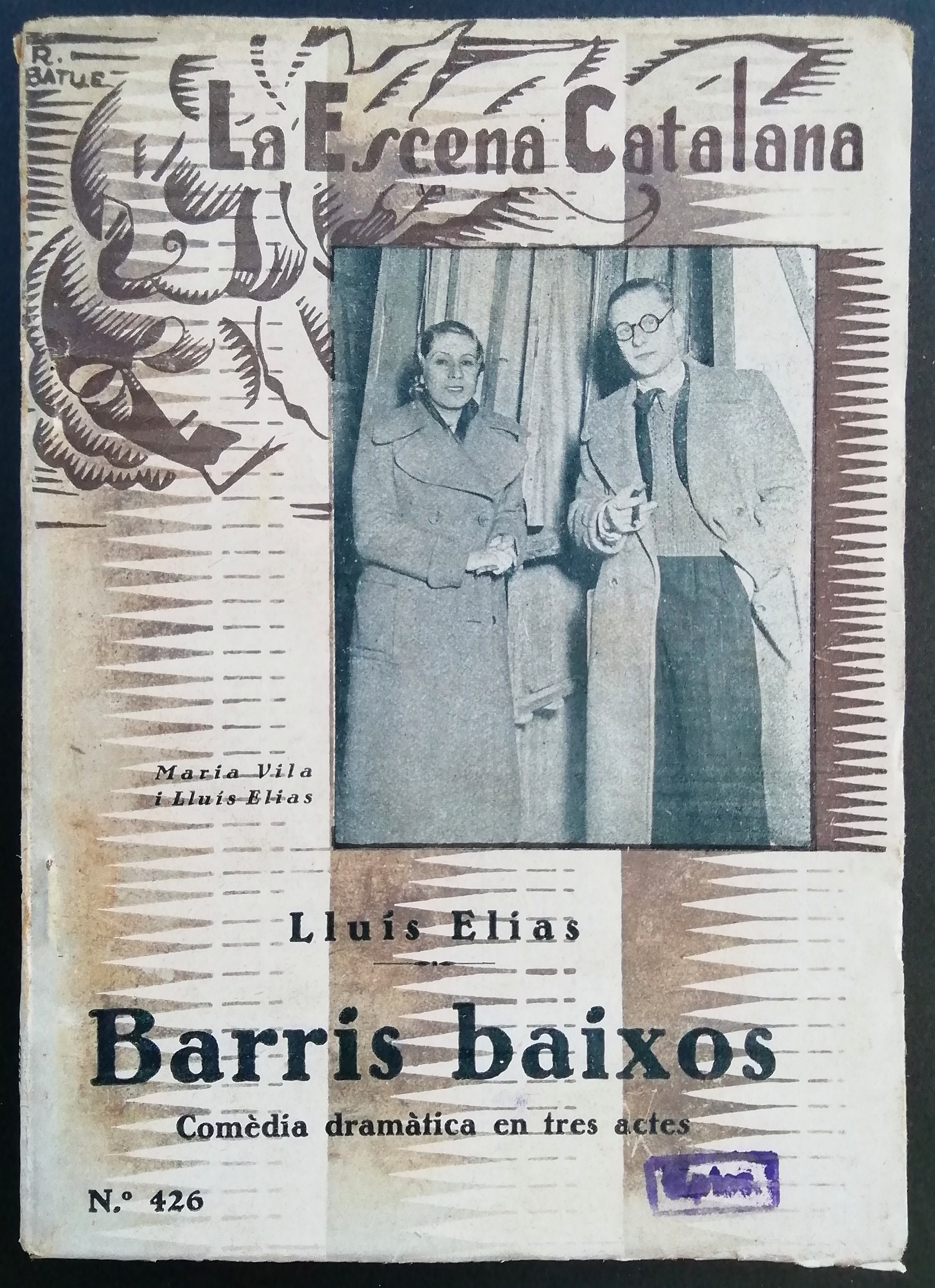
Llibret número 426 de La Escena Catalana publicat l'any 1935.

Lluís Elias i Bracons   (Sabadell, 1896 - Barcelona, 3 de maig de 1953) va ser un dibuixant i comediògraf català, germà de Francesc i de Feliu Elias i Bracons, conegut pel pseudònim Anem. Va col·laborar a diverses revistes com Nanu (1915), La Campana de Gràcia, L'Esquella de la Torratxa, Papitu, etc. De 1920 a 1931 va residir a París i quan va tornar es va dedicar al teatre. Va formar part del grup dels sis, juntament amb Alfred Pascual i Benigani, Marcel·lí Porta i Fernanda, Helios Gómez, Josep Bartolí i Guiu i Joan Baptista Acher Shum.

## Obra dramàtica
- 1934. Or i fang.
- 1934.	Montparnasse.
- 1934, Madame. Estrenada l'11 de març per la companyia Pujol-Fornaguera, al Teatre del Centre Catalanista Badaloní, de Badalona; i el 17 de novembre, per la companyia Nicolau-Martori al Teatre Poliorama de Barcelona.
- 1934, abril. El fill del senyor Gold. Estrenada al Centre Catalanista Badaloní.
- 1934, 23 desembre. La família Bartolí. Estrenada al Teatre del Foment Autonomista Català, de Barcelona.
- 1935, 13 de febrer. Lilí vol viure. Estrenada al Coliseu Pompeia de Barcelona.
- 1935, agost. Quan els reis es tornen homes.
- 1935, 15 novembre. Amàlia, Amèlia i Emília. Estrenada al Novetats de Barcelona, per la companyia Nicolau-Martori.
- 1936, 28 de gener. Barris baixos. Estrenada al Gran Teatre Espanyol de Barcelona per la companyia de Maria Vila i Pius Daví. Se'n va fer una adaptació cinematogràfica.
- 1936, 6 de novembre. Ombres del port
- 1936, 31 de desembre. Marits pecadors. Estrenada al Teatre Romea de Barcelona.
- 1939, abril. Pasó la hermana blanca.
- 1946, 20 de desembre. Hermínia o l'auca d'una soltera. Estrenada al teatre Romea de Barcelona.
- 1948, 7 de març. Baltasar. Estrenada al Coliseu Pompeia de Barcelona.
- 1948, 5 d'agost. Blancanegra.
- 1948, 14 d'octubre. Baltasar. Estrenada al teatre Victòria de Barcelona.[2]
- 1949, 4 de febrer. Refugi de pecadors. Estrenada al teatre Victòria de Barcelona.
- 1949, abril. Mujeres de amor
- 1950, octubre. Cuqui Flequillo. Amb la col·laboració d'Antonio de Armenteras
- 1951. La neta de París.
- 1951, 6 de febrer. Bala perduda. Estrenada al Teatre Romea de Barcelona.
- 1951, 6 de juliol. La nimfa del bikini.
- 1952. Joc de dames.
- 1952, 19 d'octubre.	El tren de tres quarts de quinze Estrenada al Club Helena de Gràcia, Barcelona.
- 1953, gener. El penúltimo suspiro. Estrenada al Teatre Talia de Barcelona i protagonitzada per Paco Martínez Soria.
- 1953, 15 de gener. La tercera vegada. Estrenada al Teatre Romea de Barcelona.
- 1953, 21 de maig. Comèdia de dones.
- 1957, 4 de desembre. Romeu: de 5 a 9 Amb col·laboració de Valentí Moragas i Roger. Protagonitzada per Joan Capri.